# دیک الجن

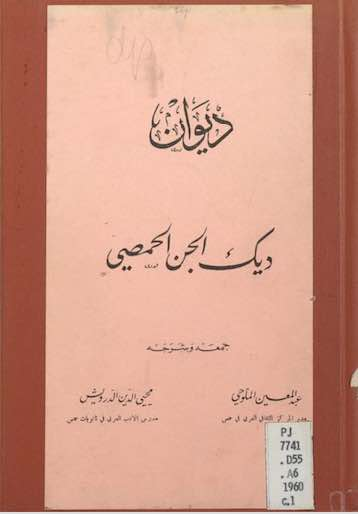
دیوان اشعار دیک‌الجن، اثر ابومحمد عبدالسلام بن رَغبان

ابومحمد عبدالسلام بن رَغبان دارای لقب دیک‌الجن (زادهٔ ۱۶۱- مرگ ۲۳۵ یا ۲۳۶ هجری قمری) شاعر عربی‌ شیعی‌مذهب و شعوبی بود.
وی در حمص در شام زاده‌شد، زندگی کرد و در همانجا هم مرد. او تا زمان خلیفه‌گری متوکل زنده بود. از او شعرهایی در سوگ حسین امام شیعیان در کتابی به نام المراثی فی مقتل الحسین به جای مانده‌است. او برجسته‌ترین شاعر شعوبی سدهٔ سوم هجری بود و شعرهایی در ستایش خاندان محمد و امامان شیعه و نیز بر برتری دادن ایرانیان بر تازیان داشت. وی از مدح خلیفه‌ها خودداری می‌ورزید.